# Liste des églises de l'Indre
La liste des églises de l'Indre vise à situer les églises du département français de l'Indre. Il est fait état des diverses protections dont elles peuvent bénéficier, et notamment les inscriptions et classements au titre des monuments historiques.

## Rattachement diocésain des églises catholiques
En ce qui concerne le culte catholique, les églises sont situées dans l'archidiocèse de Bourges.

## Statistiques

### Nombres
Le département de l'Indre comprend 241 communes au 1er janvier 2023.
Depuis 2022, l'archidiocèse de Bourges compte 116 paroisses.

## Liste des églises catholiques classées par commune par ordre alphabétique
Le classement ci-après se fait par commune selon l'ordre alphabétique.
Il est fait état des diverses protections dont elles peuvent bénéficier, et notamment les inscriptions et classements au titre des monuments historiques.
| Église                                                              | Commune                         | Adresse | Coordonnées                      | Notice         | Protection | Date        | Illustration                                                        |
| ------------------------------------------------------------------- | ------------------------------- | ------- | -------------------------------- | -------------- | --- | ----------- | ------------------------------------------------------------------- |
| Église Notre-Dame d'Aigurande                                       | Aigurande                       |         | 46° 26′ 12″ nord, 1° 49′ 56″ est | « PA00097262 » | Inscrit MH | 1926        | Église Notre-Dame d'Aigurande                                       |
| Église Saint-Hilaire d'Aize                                         | Aize                            |         | 47° 06′ 12″ nord, 1° 42′ 05″ est |                | |             | Église Saint-Hilaire d'Aize                                         |
| Église Saint-Martin d'Ambrault                                      | Ambrault                        |         | 46° 47′ 06″ nord, 1° 57′ 35″ est |                | |             | Image manquante Téléverser                                          |
| Église Saint-Martin d'Anjouin                                       | Anjouin                         |         | 47° 11′ 24″ nord, 1° 48′ 07″ est | « PA36000016 » | Classé MH | 2008        | Église Saint-Martin d'Anjouin                                       |
| Vestiges de l'ancienne église d'Anjouin                             | Anjouin                         |         | 47° 11′ 23″ nord, 1° 48′ 02″ est |                | |             | Image manquante Téléverser                                          |
| Église Saint-Martin d'Ardentes                                      | Ardentes                        |         | 46° 44′ 28″ nord, 1° 49′ 49″ est | « PA00097263 » | Classé MH | 1862        | Église Saint-Martin d'Ardentes                                      |
| Église Saint-Vincent d'Ardentes                                     | Ardentes                        |         | 46° 44′ 32″ nord, 1° 49′ 54″ est |                | |             | Église Saint-Vincent d'Ardentes                                     |
| Église Saint-Sauveur d'Argenton-sur-Creuse                          | Argenton-sur-Creuse             |         | 46° 35′ 15″ nord, 1° 31′ 09″ est |                | |             | Église Saint-Sauveur d'Argenton-sur-Creuse                          |
| Église Saint-Étienne de Saint-Étienne (Indre)                       | Argenton-sur-Creuse             |         | 46° 35′ 39″ nord, 1° 30′ 47″ est |                | |             | Église Saint-Étienne de Saint-Étienne (Indre)                       |
| Église Saint-Martin d'Argy                                          | Argy                            |         | 46° 56′ 19″ nord, 1° 26′ 24″ est |                | |             | Église Saint-Martin d'Argy                                          |
| Église Saint-Hilaire d'Arpheuilles                                  | Arpheuilles                     |         | 46° 54′ 03″ nord, 1° 16′ 42″ est |                | |             | Image manquante Téléverser                                          |
| Église Saint-Martin d'Arthon                                        | Arthon                          |         | 46° 41′ 35″ nord, 1° 41′ 56″ est |                | |             | Église Saint-Martin d'Arthon                                        |
| Église Saint-Nazaire d'Azay-le-Ferron                               | Azay-le-Ferron                  |         | 46° 51′ 05″ nord, 1° 04′ 14″ est | « PA00097269 » | Inscrit MH | 1927        | Église Saint-Nazaire d'Azay-le-Ferron                               |
| Église Notre-Dame de Badecon                                        | Badecon-le-Pin                  |         | 46° 32′ 28″ nord, 1° 35′ 22″ est |                | |             | Église Notre-Dame de Badecon                                        |
| Église Saint-Denis du Pin                                           | Badecon-le-Pin                  |         | 46° 31′ 12″ nord, 1° 35′ 04″ est |                | |             | Église Saint-Denis du Pin                                           |
| Église Saint-Austrégésille de Bagneux                               | Bagneux                         |         | 47° 10′ 56″ nord, 1° 45′ 08″ est |                | |             | Église Saint-Austrégésille de Bagneux                               |
| Église Saint-Germain-d'Auxerre de Baraize                           | Baraize                         |         | 46° 29′ 20″ nord, 1° 33′ 41″ est |                | |             | Église Saint-Germain-d'Auxerre de Baraize                           |
| Église Saint-Martial de Baudres                                     | Baudres                         |         | 47° 03′ 27″ nord, 1° 34′ 30″ est |                | |             | Église Saint-Martial de Baudres                                     |
| Église Saint-Aignan de Bazaiges                                     | Bazaiges                        |         | 46° 30′ 00″ nord, 1° 31′ 57″ est |                | |             | Image manquante Téléverser                                          |
| Église Saint-Nicolas de Beaulieu                                    | Beaulieu                        |         | 46° 23′ 13″ nord, 1° 18′ 28″ est | « PA36000005 » | Inscrit MH | 1998        | Église Saint-Nicolas de Beaulieu                                    |
| Église Saint-Pierre de Bommiers                                     | Bommiers                        |         | 46° 47′ 42″ nord, 1° 59′ 05″ est | « PA00097283 » | Classé MH | 1921        | Église Saint-Pierre de Bommiers                                     |
| Église Saint-Martial de Bonneuil                                    | Bonneuil                        |         | 46° 22′ 25″ nord, 1° 13′ 35″ est |                | |             | Église Saint-Martial de Bonneuil                                    |
| Église Saint-Étienne de Bouesse                                     | Bouesse                         |         | 46° 36′ 57″ nord, 1° 41′ 15″ est |                | |             | Église Saint-Étienne de Bouesse                                     |
| Église Saint-Germain de Bouges-le-Château                           | Bouges-le-Château               |         | 47° 02′ 31″ nord, 1° 40′ 28″ est |                | |             | Image manquante Téléverser                                          |
| Église Saint-Sulpice de Bretagne                                    | Bretagne                        |         | 47° 00′ 09″ nord, 1° 40′ 54″ est |                | |             | Image manquante Téléverser                                          |
| Église Saint-Aignan de Briantes                                     | Briantes                        |         | 46° 33′ 27″ nord, 2° 01′ 22″ est | « IA36000843 » | |             | Église Saint-Aignan de Briantes                                     |
| Église Saint-Pierre-aux-Liens de Brion                              | Brion                           |         | 46° 57′ 24″ nord, 1° 43′ 39″ est |                | |             | Église Saint-Pierre-aux-Liens de Brion                              |
| Église Saint-Étienne de Brives                                      | Brives                          |         | 46° 50′ 40″ nord, 1° 56′ 56″ est |                | |             | Église Saint-Étienne de Brives                                      |
| Église Saint-Sulpice de Buxeuil                                     | Buxeuil                         |         | 47° 07′ 59″ nord, 1° 41′ 13″ est |                | |             | Église Saint-Sulpice de Buxeuil                                     |
| Église Saint-Germain de Buxières-d'Aillac                           | Buxières-d'Aillac               |         | 46° 38′ 13″ nord, 1° 45′ 14″ est |                | |             | Église Saint-Germain de Buxières-d'Aillac                           |
| Église Saint-Étienne de Buzançais                                   | Buzançais                       |         | 46° 53′ 17″ nord, 1° 25′ 23″ est |                | |             | Image manquante Téléverser                                          |
| Église Notre-Dame de Jovard                                         | Bélâbre                         |         | 46° 32′ 51″ nord, 1° 10′ 17″ est | « IA36006590 » | |             | Image manquante Téléverser                                          |
| Église Saint-Blaise de Bélâbre                                      | Bélâbre                         |         | 46° 33′ 06″ nord, 1° 09′ 27″ est |                | |             | Image manquante Téléverser                                          |
| Église Saint-Saturnin de Ceaulmont                                  | Ceaulmont                       |         | 46° 31′ 53″ nord, 1° 33′ 05″ est | « PA00097288 » | Inscrit MH | 1954        | Église Saint-Saturnin de Ceaulmont                                  |
| Église Saint-Germain de Celon                                       | Celon                           |         | 46° 31′ 13″ nord, 1° 30′ 15″ est |                | |             | Image manquante Téléverser                                          |
| Église Saint-Christophe-et-Saint-Phalier de Chabris                 | Chabris                         |         | 47° 15′ 19″ nord, 1° 39′ 12″ est | « PA00097289 » | Classé MH | 1910        | Église Saint-Christophe-et-Saint-Phalier de Chabris                 |
| Église Saint-Pierre de Chaillac                                     | Chaillac                        |         | 46° 26′ 07″ nord, 1° 17′ 57″ est | « PA00097291 » | Inscrit MH | 1989        | Église Saint-Pierre de Chaillac                                     |
| Église Saint-Léobon de Chalais                                      | Chalais                         |         | 46° 32′ 11″ nord, 1° 11′ 46″ est | « PA36000021 » | Inscrit MH | 2007        | Église Saint-Léobon de Chalais                                      |
| Église Saint-Pierre de Champillet                                   | Champillet                      |         | 46° 32′ 51″ nord, 2° 06′ 45″ est | « PA00097292 » | Inscrit MH | 1934        | Église Saint-Pierre de Champillet                                   |
| Église Saint-Martin de Chasseneuil                                  | Chasseneuil                     |         | 46° 38′ 50″ nord, 1° 29′ 48″ est |                | |             | Église Saint-Martin de Chasseneuil                                  |
| Église Saint-Étienne de Chassignolles                               | Chassignolles                   |         | 46° 32′ 28″ nord, 1° 56′ 22″ est | « PA00097293 » | Classé MH | 1921        | Église Saint-Étienne de Chassignolles                               |
| Église Saint-André de Chavin                                        | Chavin                          |         | 46° 33′ 41″ nord, 1° 36′ 41″ est | « PA00097318 » | Inscrit MH | 1956        | Église Saint-André de Chavin                                        |
| Église Saint-Jean-Baptiste de Chazelet                              | Chazelet                        |         | 46° 30′ 31″ nord, 1° 26′ 28″ est | « PA00097320 » | Inscrit MH | 1984        | Église Saint-Jean-Baptiste de Chazelet                              |
| Église Saint-Christophe de Chezelles                                | Chezelles                       |         | 46° 53′ 17″ nord, 1° 34′ 46″ est |                | |             | Image manquante Téléverser                                          |
| Église Saint-Christophe de Chitray                                  | Chitray                         |         | 46° 38′ 06″ nord, 1° 21′ 38″ est |                | |             | Église Saint-Christophe de Chitray                                  |
| Église Saint-Martin de Chouday                                      | Chouday                         |         | 46° 54′ 39″ nord, 2° 03′ 53″ est | « PA00097321 » | Classé MH | 1914        | Église Saint-Martin de Chouday                                      |
| Église Notre-Dame de Châteauroux                                    | Châteauroux                     |         | 46° 48′ 40″ nord, 1° 41′ 19″ est | « PA36000023 » | Inscrit MH | 2009        | Église Notre-Dame de Châteauroux                                    |
| Église Saint-André de Châteauroux                                   | Châteauroux                     |         | 46° 48′ 43″ nord, 1° 41′ 57″ est | « PA36000024 » | Inscrit MH | 2009        | Église Saint-André de Châteauroux                                   |
| Église Saint-Martial de Châteauroux                                 | Châteauroux                     |         | 46° 48′ 49″ nord, 1° 41′ 42″ est | « PA00097296 » | Modèle:Classé Clocher | 1921        | Église Saint-Martial de Châteauroux                                 |
| Église Saint-Christophe de Châteauroux                              | Châteauroux                     |         | 46° 49′ 02″ nord, 1° 41′ 03″ est |                | |             | Église Saint-Christophe de Châteauroux                              |
| Église Notre-Dame de Châtillon-sur-Indre                            | Châtillon-sur-Indre             |         | 46° 59′ 16″ nord, 1° 10′ 30″ est | « PA00097303 » | Classé MH | 1862        | Église Notre-Dame de Châtillon-sur-Indre                            |
| Église Saint-Georges de Ciron                                       | Ciron                           |         | 46° 37′ 37″ nord, 1° 14′ 43″ est | « IA36000019 » | |             | Église Saint-Georges de Ciron                                       |
| Église Saint-Augier de Fontaugé                                     | Ciron                           |         | 46° 36′ 33″ nord, 1° 13′ 19″ est | « IA36000020 » | |             | Image manquante Téléverser                                          |
| Église Sainte-Colombe de Clion                                      | Clion                           |         | 46° 56′ 30″ nord, 1° 13′ 59″ est | « PA00097325 » | Inscrit MH | 1956        | Église Sainte-Colombe de Clion                                      |
| Église Saint-Paxent de Cluis                                        | Cluis                           |         | 46° 32′ 41″ nord, 1° 44′ 59″ est | « PA00097329 » | Inscrit MH | 1927        | Église Saint-Paxent de Cluis                                        |
| Église Saint-Pierre de Cléré-du-Bois                                | Cléré-du-Bois                   |         | 46° 55′ 21″ nord, 1° 06′ 05″ est |                | |             | Image manquante Téléverser                                          |
| Église Saint-Pierre-et-Saint-Paul de Coings                         | Coings                          |         | 46° 53′ 11″ nord, 1° 42′ 54″ est |                | |             | Image manquante Téléverser                                          |
| Église Saint-Martin de Concremiers                                  | Concremiers                     |         | 46° 35′ 47″ nord, 1° 01′ 01″ est | « IA36000095 » | |             | Église Saint-Martin de Concremiers                                  |
| Église Saint-Maurice de Condé                                       | Condé                           |         | 46° 52′ 44″ nord, 1° 59′ 12″ est |                | |             | Église Saint-Maurice de Condé                                       |
| Église Saint-Aubin de Crevant                                       | Crevant                         |         | 46° 29′ 11″ nord, 1° 56′ 56″ est | « PA00097332 » | Inscrit MH | 1926        | Église Saint-Aubin de Crevant                                       |
| Église Saint-Germain de Crozon-sur-Vauvre                           | Crozon-sur-Vauvre               |         | 46° 29′ 17″ nord, 1° 52′ 12″ est |                | |             | Église Saint-Germain de Crozon-sur-Vauvre                           |
| Église Saint-Étienne de Cuzion                                      | Cuzion                          |         | 46° 28′ 44″ nord, 1° 36′ 22″ est |                | |             | Image manquante Téléverser                                          |
| Église Saint-Clément de Diou                                        | Diou                            |         | 47° 02′ 47″ nord, 2° 01′ 40″ est |                | |             | Église Saint-Clément de Diou                                        |
| Église Saint-Ambroix de Douadic                                     | Douadic                         |         | 46° 42′ 19″ nord, 1° 06′ 41″ est | « PA00097340 » | Classé MH | 1914        | Église Saint-Ambroix de Douadic                                     |
| Église de Dun-le-Poëlier                                            | Dun-le-Poëlier                  |         | 47° 12′ 13″ nord, 1° 45′ 11″ est |                | |             | Église de Dun-le-Poëlier                                            |
| Église Saint-Martial de Dunet                                       | Dunet                           |         | 46° 28′ 07″ nord, 1° 17′ 28″ est | « PA00097343 » | Inscrit MH | 1930        | Église Saint-Martial de Dunet                                       |
| Église Saint-Étienne de Déols                                       | Déols                           |         | 46° 49′ 40″ nord, 1° 42′ 16″ est | « PA00097336 » | Inscrit MH | 1947        | Église Saint-Étienne de Déols                                       |
| Église Saint-Germain de Déols                                       | Déols                           |         | 46° 49′ 35″ nord, 1° 42′ 07″ est | « PA36000031 » | Inscrit MH | 2011        | Image manquante Téléverser                                          |
| Église abbatiale Notre-Dame-du-Bourg-Dieu de Déols                  | Déols                           |         | 46° 49′ 33″ nord, 1° 42′ 04″ est |                | |             | Église abbatiale Notre-Dame-du-Bourg-Dieu de Déols                  |
| Église Saint-Pierre de Feusines                                     | Feusines                        |         | 46° 31′ 21″ nord, 2° 06′ 11″ est |                | |             | Église Saint-Pierre de Feusines                                     |
| Église de la Sainte-Vierge-Marie de Fléré-la-Rivière                | Fléré-la-Rivière                |         | 47° 01′ 10″ nord, 1° 06′ 36″ est |                | |             | Image manquante Téléverser                                          |
| Église Saint-Étienne de Fontenay                                    | Fontenay                        |         | 47° 03′ 36″ nord, 1° 44′ 42″ est | « PA36000014 » | Classé MH | 2005        | Église Saint-Étienne de Fontenay                                    |
| Église Saint-Jacques de Fontgombault                                | Fontgombault                    |         | 46° 40′ 25″ nord, 0° 59′ 17″ est |                | |             | Église Saint-Jacques de Fontgombault                                |
| Église Notre-Dame-du-Bien-Mourir, abbaye Notre-Dame de Fontgombault | Fontgombault                    |         | 46° 40′ 36″ nord, 0° 58′ 44″ est |                | |             | Église Notre-Dame-du-Bien-Mourir, abbaye Notre-Dame de Fontgombault |
| Église Notre-Dame de Fontguenand                                    | Fontguenand                     |         | 47° 13′ 14″ nord, 1° 32′ 17″ est |                | |             | Image manquante Téléverser                                          |
| Église abbatiale Notre-Dame de Varennes                             | Fougerolles                     |         | 46° 35′ 08″ nord, 1° 52′ 01″ est |                | |             | Image manquante Téléverser                                          |
| Église Saint-Pierre de Fougerolles                                  | Fougerolles                     |         | 46° 33′ 49″ nord, 1° 52′ 01″ est |                | |             | Église Saint-Pierre de Fougerolles                                  |
| Église Saint-Jean de Francillon                                     | Francillon                      |         | 46° 56′ 33″ nord, 1° 33′ 34″ est |                | |             | Image manquante Téléverser                                          |
| Abbatiale de l'abbaye Notre-Dame du Landais de Frédille             | Frédille                        |         | 47° 00′ 23″ nord, 1° 29′ 36″ est |                | |             | Abbatiale de l'abbaye Notre-Dame du Landais de Frédille             |
| Église Saint-Laurent et Notre-Dame de Gargilesse-Dampierre          | Gargilesse-Dampierre            |         | 46° 30′ 45″ nord, 1° 35′ 48″ est | « PA00097352 » | Classé MH | 1840        | Église Saint-Laurent et Notre-Dame de Gargilesse-Dampierre          |
| Église Saint-Pierre de Dampierre                                    | Gargilesse-Dampierre            |         | 46° 30′ 33″ nord, 1° 37′ 29″ est | « PA00097353 » | Inscrit MH | 1932        | Église Saint-Pierre de Dampierre                                    |
| Église Notre-Dame de Gehée                                          | Gehée                           |         | 47° 02′ 50″ nord, 1° 30′ 09″ est |                | |             | Église Notre-Dame de Gehée                                          |
| Église Saint-Martin de Giroux                                       | Giroux                          |         | 47° 04′ 03″ nord, 1° 54′ 46″ est |                | |             | Image manquante Téléverser                                          |
| Église Saint-Julien de Gournay                                      | Gournay                         |         | 46° 34′ 57″ nord, 1° 43′ 50″ est |                | |             | Église Saint-Julien de Gournay                                      |
| Église Saint-Sulpice de Guilly                                      | Guilly                          |         | 47° 04′ 53″ nord, 1° 43′ 33″ est |                | |             | Image manquante Téléverser                                          |
| Église Saint-Martin d'Heugnes                                       | Heugnes                         |         | 47° 00′ 38″ nord, 1° 24′ 36″ est |                | |             | Église Saint-Martin d'Heugnes                                       |
| Église Notre-Dame d'Ingrandes                                       | Ingrandes                       |         | 46° 35′ 51″ nord, 0° 57′ 45″ est | « IA36000116 » | |             | Image manquante Téléverser                                          |
| Église Saint-Cyr d'Issoudun                                         | Issoudun                        |         | 46° 56′ 54″ nord, 1° 59′ 32″ est | « PA00097357 » | Classé MH Six travées orientales avec leurs bas-côtés et leurs chapelles ; chapelle située au Nord, au niveau du transept ; Inscrit MH Eglise, à l'exclusion des parties classées | 1930 ; 1931 | Église Saint-Cyr d'Issoudun                                         |
| Basilique Notre-Dame du Sacré-Cœur d'Issoudun                       | Issoudun                        |         | 46° 57′ 07″ nord, 1° 59′ 39″ est |                | |             | Basilique Notre-Dame du Sacré-Cœur d'Issoudun                       |
| Église Saint-Sulpice de Jeu-Maloches                                | Jeu-Maloches                    |         | 47° 02′ 11″ nord, 1° 27′ 29″ est |                | |             | Église Saint-Sulpice de Jeu-Maloches                                |
| Église Saint-Maximin de Jeu-les-Bois                                | Jeu-les-Bois                    |         | 46° 40′ 24″ nord, 1° 47′ 41″ est |                | |             | Église Saint-Maximin de Jeu-les-Bois                                |
| Église Notre-Dame de La Berthenoux                                  | La Berthenoux                   |         | 46° 39′ 40″ nord, 2° 03′ 40″ est | « PA00097273 » | Classé MH | 1924        | Église Notre-Dame de La Berthenoux                                  |
| Église Saint-Mandé de La Buxerette                                  | La Buxerette                    |         | 46° 29′ 41″ nord, 1° 48′ 08″ est |                | |             | Église Saint-Mandé de La Buxerette                                  |
| Église Notre-Dame de La Champenoise                                 | La Champenoise                  |         | 46° 56′ 29″ nord, 1° 48′ 06″ est |                | |             | Église Notre-Dame de La Champenoise                                 |
| Église Notre-Dame de La Chapelle-Orthemale                          | La Chapelle-Orthemale           |         | 46° 50′ 33″ nord, 1° 27′ 10″ est |                | |             | Église Notre-Dame de La Chapelle-Orthemale                          |
| Église de La Chapelle-Saint-Laurian                                 | La Chapelle-Saint-Laurian       |         | 47° 03′ 44″ nord, 1° 46′ 58″ est |                | |             | Image manquante Téléverser                                          |
| Église Saint-Germain de La Châtre                                   | La Châtre                       |         | 46° 34′ 52″ nord, 1° 59′ 18″ est | « IA36000573 » | |             | Église Saint-Germain de La Châtre                                   |
| Église Saint-Sulpice de La Châtre-Langlin                           | La Châtre-Langlin               |         | 46° 24′ 28″ nord, 1° 23′ 20″ est |                | |             | Image manquante Téléverser                                          |
| Église Saint-Hilaire de La Motte-Feuilly                            | La Motte-Feuilly                |         | 46° 32′ 39″ nord, 2° 05′ 20″ est | « IA36000949 » | |             | Église Saint-Hilaire de La Motte-Feuilly                            |
| Église Saint-Martin de La Pérouille                                 | La Pérouille                    |         | 46° 42′ 14″ nord, 1° 30′ 58″ est |                | |             | Église Saint-Martin de La Pérouille                                 |
| Église Saint-Éloi de La Vernelle                                    | La Vernelle                     |         | 47° 14′ 52″ nord, 1° 32′ 40″ est |                | |             | Église Saint-Éloi de La Vernelle                                    |
| Église Saint-Martin de Lacs                                         | Lacs                            |         | 46° 35′ 06″ nord, 2° 01′ 34″ est | « PA00097366 » | Classé MH | 1922        | Église Saint-Martin de Lacs                                         |
| Église Saint-Jacques d'Entraigues                                   | Langé                           |         | 47° 03′ 43″ nord, 1° 31′ 05″ est |                | |             | Image manquante Téléverser                                          |
| Église Saint-Cyran du Blanc                                         | Le Blanc                        |         | 46° 37′ 45″ nord, 1° 03′ 43″ est | « PA00097279 » | Inscrit MH | 1932        | Église Saint-Cyran du Blanc                                         |
| Église Saint-Génitour du Blanc                                      | Le Blanc                        |         | 46° 38′ 01″ nord, 1° 03′ 41″ est | « PA00097280 » | Classé MH | 1930        | Église Saint-Génitour du Blanc                                      |
| Église Saint-Étienne du Blanc                                       | Le Blanc                        |         | 46° 37′ 46″ nord, 1° 03′ 31″ est |                | |             | Image manquante Téléverser                                          |
| Église du prieuré Saint-Michel du Magny                             | Le Magny                        |         | 46° 33′ 59″ nord, 1° 57′ 39″ est |                | |             | Église du prieuré Saint-Michel du Magny                             |
| Église Notre-Dame du Menoux                                         | Le Menoux                       |         | 46° 33′ 14″ nord, 1° 34′ 06″ est |                | |             | Église Notre-Dame du Menoux                                         |
| Église de l'Immaculée-Vierge-Marie du Poinçonnet                    | Le Poinçonnet                   |         | 46° 45′ 52″ nord, 1° 43′ 08″ est |                | |             | Église de l'Immaculée-Vierge-Marie du Poinçonnet                    |
| Église Notre-Dame du Pont-Chrétien                                  | Le Pont-Chrétien-Chabenet       |         | 46° 37′ 48″ nord, 1° 28′ 53″ est | « PA00097432 » | Inscrit MH Portail latéral | 1932        | Église Notre-Dame du Pont-Chrétien                                  |
| Église Notre-Dame du Pêchereau                                      | Le Pêchereau                    |         | 46° 34′ 40″ nord, 1° 32′ 56″ est |                | |             | Église Notre-Dame du Pêchereau                                      |
| Église Notre-Dame du Tranger                                        | Le Tranger                      |         | 46° 57′ 27″ nord, 1° 14′ 22″ est |                | |             | Image manquante Téléverser                                          |
| Collégiale Saint-Sylvain de Levroux                                 | Levroux                         |         | 46° 58′ 47″ nord, 1° 36′ 51″ est | « PA00097368 » | Classé MH | 1840        | Collégiale Saint-Sylvain de Levroux                                 |
| Église Saint-Martin de Saint-Martin-de-Lamps                        | Levroux                         |         | 46° 59′ 26″ nord, 1° 31′ 32″ est |                | |             | Image manquante Téléverser                                          |
| Église Saint-Christophe de Lignac                                   | Lignac                          |         | 46° 27′ 58″ nord, 1° 13′ 02″ est |                | |             | Image manquante Téléverser                                          |
| Église du château Guillaume                                         | Lignac                          |         | 46° 28′ 46″ nord, 1° 11′ 28″ est |                | |             | Image manquante Téléverser                                          |
| Église Saint-Paul-et-Saint-Roch de Lignerolles                      | Lignerolles                     |         | 46° 29′ 51″ nord, 2° 08′ 40″ est |                | |             | Église Saint-Paul-et-Saint-Roch de Lignerolles                      |
| Église Saint-Sulpice de Lingé                                       | Lingé                           |         | 46° 45′ 15″ nord, 1° 05′ 03″ est |                | |             | Image manquante Téléverser                                          |
| Église Saint-Martin de Liniez                                       | Liniez                          |         | 47° 01′ 26″ nord, 1° 45′ 07″ est | « PA00097373 » | Inscrit MH | 1928        | Église Saint-Martin de Liniez                                       |
| Église Saint-Martin de Lizeray                                      | Lizeray                         |         | 46° 58′ 56″ nord, 1° 54′ 21″ est |                | |             | Image manquante Téléverser                                          |
| Église Saint-Michel de Lourdoueix-Saint-Michel                      | Lourdoueix-Saint-Michel         |         | 46° 25′ 33″ nord, 1° 43′ 46″ est | « PA00097377 » | Classé MH Façade ; Inscrit MH Eglise à l'exception de la façade classée | 1912 ; 1932 | Église Saint-Michel de Lourdoueix-Saint-Michel                      |
| Église Saint-Laurent de Lourouer-Saint-Laurent                      | Lourouer-Saint-Laurent          |         | 46° 37′ 24″ nord, 2° 00′ 46″ est | « PA00097379 » | Classé MH | 1987        | Église Saint-Laurent de Lourouer-Saint-Laurent                      |
| Église Saint-Jean-Baptiste de Luant                                 | Luant                           |         | 46° 44′ 01″ nord, 1° 33′ 29″ est |                | |             | Église Saint-Jean-Baptiste de Luant                                 |
| Église Saint-Jean de Lurais                                         | Lurais                          |         | 46° 42′ 18″ nord, 0° 57′ 06″ est | « PA00097384 » | Inscrit MH | 1987        | Église Saint-Jean de Lurais                                         |
| Église Saint-Jean-Baptiste de Lureuil                               | Lureuil                         |         | 46° 44′ 40″ nord, 1° 02′ 32″ est |                | |             | Église Saint-Jean-Baptiste de Lureuil                               |
| Église Saint-Vivien de Luzeret                                      | Luzeret                         |         | 46° 32′ 31″ nord, 1° 23′ 31″ est |                | |             | Image manquante Téléverser                                          |
| Église Saint-Pierre-et-Saint-Paul de Luçay-le-Libre                 | Luçay-le-Libre                  |         | 47° 05′ 06″ nord, 1° 54′ 15″ est |                | |             | Image manquante Téléverser                                          |
| Église Saint-Maurice de Luçay-le-Mâle                               | Luçay-le-Mâle                   |         | 47° 07′ 36″ nord, 1° 26′ 16″ est |                | |             | Église Saint-Maurice de Luçay-le-Mâle                               |
| Église Notre-Dame de Lye                                            | Lye                             |         | 47° 13′ 37″ nord, 1° 28′ 23″ est | « PA00097387 » | Inscrit MH Abside ; Inscrit MH Eglise, à l'exclusion de l'abside déjà inscrite | 1952 ; 1998 | Église Notre-Dame de Lye                                            |
| Église Saint-Georges de Lys-Saint-Georges                           | Lys-Saint-Georges               |         | 46° 38′ 28″ nord, 1° 49′ 20″ est | « PA00097389 » | Inscrit MH | 1951        | Église Saint-Georges de Lys-Saint-Georges                           |
| Église Saint-Martin de Maillet                                      | Maillet                         |         | 46° 34′ 25″ nord, 1° 40′ 43″ est |                | |             | Église Saint-Martin de Maillet                                      |
| Église Saint-Étienne de Malicornay                                  | Malicornay                      |         | 46° 34′ 35″ nord, 1° 38′ 54″ est |                | |             | Église Saint-Étienne de Malicornay                                  |
| Église Saint-Étienne de Martizay                                    | Martizay                        |         | 46° 48′ 23″ nord, 1° 02′ 36″ est |                | |             | Église Saint-Étienne de Martizay                                    |
| Église Saint-Léger de Mauvières                                     | Mauvières                       |         | 46° 34′ 26″ nord, 1° 05′ 22″ est |                | |             | Église Saint-Léger de Mauvières                                     |
| Église Saint-Martin de Mers-sur-Indre                               | Mers-sur-Indre                  |         | 46° 39′ 30″ nord, 1° 52′ 55″ est |                | |             | Église Saint-Martin de Mers-sur-Indre                               |
| Église Saint-Jean-Porte-Latine de Meunet-Planches                   | Meunet-Planches                 |         | 46° 50′ 15″ nord, 1° 57′ 20″ est |                | |             | Église Saint-Jean-Porte-Latine de Meunet-Planches                   |
| Église Saint-Loup de Meunet-sur-Vatan                               | Meunet-sur-Vatan                |         | 47° 04′ 44″ nord, 1° 51′ 58″ est |                | |             | Image manquante Téléverser                                          |
| Église Saint-Pierre de Migny                                        | Migny                           |         | 47° 01′ 27″ nord, 2° 04′ 02″ est |                | |             | Image manquante Téléverser                                          |
| Église Saint-Pierre-et-Saint-Paul de Migné                          | Migné                           |         | 46° 42′ 59″ nord, 1° 19′ 10″ est |                | |             | Église Saint-Pierre-et-Saint-Paul de Migné                          |
| Église Saint-Martial de Montchevrier                                | Montchevrier                    |         | 46° 28′ 53″ nord, 1° 44′ 33″ est |                | |             | Église Saint-Martial de Montchevrier                                |
| Église Saint-Saturnin de Montgivray                                 | Montgivray                      |         | 46° 36′ 07″ nord, 1° 58′ 44″ est | « IA36000755 » | |             | Image manquante Téléverser                                          |
| Église Saint-Maurice de Montierchaume                               | Montierchaume                   |         | 46° 51′ 52″ nord, 1° 46′ 18″ est |                | |             | Image manquante Téléverser                                          |
| Église Saint-Martin de Montipouret                                  | Montipouret                     |         | 46° 38′ 58″ nord, 1° 54′ 02″ est | « PA00097400 » | Classé MH Chapiteaux du chœur ; porte d'entrée Ouest et porte de la chapelle Nord                                                                                                 | 1922        | Église Saint-Martin de Montipouret                                  |
| Église Saint-Pierre de Montlevicq                                   | Montlevicq                      |         | 46° 34′ 36″ nord, 2° 04′ 08″ est | « PA00097401 » | Inscrit MH | 1930        | Église Saint-Pierre de Montlevicq                                   |
| Église Saint-Paxent de Mosnay                                       | Mosnay                          |         | 46° 37′ 21″ nord, 1° 37′ 50″ est |                | |             | Église Saint-Paxent de Mosnay                                       |
| Église Saint-Maurice de Mouhers                                     | Mouhers                         |         | 46° 33′ 52″ nord, 1° 46′ 40″ est |                | |             | Église Saint-Maurice de Mouhers                                     |
| Église Saint-Pierre de Mouhet                                       | Mouhet                          |         | 46° 22′ 58″ nord, 1° 26′ 01″ est | « PA00097402 » | Inscrit MH | 1932        | Église Saint-Pierre de Mouhet                                       |
| Église Saint-Pierre de Moulins-sur-Céphons                          | Moulins-sur-Céphons             |         | 47° 00′ 36″ nord, 1° 33′ 21″ est | « PA00097405 » | Inscrit MH | 1927        | Image manquante Téléverser                                          |
| Église Saint-Hilaire de Murs                                        | Murs                            |         | 46° 54′ 53″ nord, 1° 09′ 41″ est |                | |             | Image manquante Téléverser                                          |
| Église Saint-Pierre de Mâron                                        | Mâron                           |         | 46° 48′ 19″ nord, 1° 52′ 08″ est |                | |             | Église Saint-Pierre de Mâron                                        |
| Église de la Conversion-de-Saint-Paul de Ménétréols-sous-Vatan      | Ménétréols-sous-Vatan           |         | 47° 01′ 05″ nord, 1° 50′ 30″ est |                | |             | Image manquante Téléverser                                          |
| Abbatiale Saint-Pierre de Méobecq                                   | Méobecq                         |         | 46° 44′ 13″ nord, 1° 24′ 43″ est | « PA00097392 » | Classé MH | 1840        | Abbatiale Saint-Pierre de Méobecq                                   |
| Église Saint-Sulpice de Mérigny                                     | Mérigny                         |         | 46° 37′ 55″ nord, 0° 55′ 31″ est |                | |             | Église Saint-Sulpice de Mérigny                                     |
| Église Sainte-Marie-Madeleine de Mézières-en-Brenne                 | Mézières-en-Brenne              |         | 46° 49′ 11″ nord, 1° 12′ 46″ est | « PA00097396 » | Classé MH | 1862        | Église Sainte-Marie-Madeleine de Mézières-en-Brenne                 |
| Église Saint-Hilaire de Neuillay-les-Bois                           | Neuillay-les-Bois               |         | 46° 45′ 52″ nord, 1° 28′ 32″ est |                | |             | Image manquante Téléverser                                          |
| Église Saint-Laurent de Neuvy-Pailloux                              | Neuvy-Pailloux                  |         | 46° 53′ 09″ nord, 1° 51′ 31″ est | « PA00097407 » | Classé MH Clocher, à l'exception de sa toiture ; Classé MH Ancienne abside ; toiture du clocher                                                                                   | 1924 ; 1942 | Église Saint-Laurent de Neuvy-Pailloux                              |
| Église Saint-Étienne de Neuvy-Saint-Sépulchre                       | Neuvy-Saint-Sépulchre           |         | 46° 35′ 44″ nord, 1° 48′ 30″ est | « PA00097409 » | Classé MH | 1840        | Église Saint-Étienne de Neuvy-Saint-Sépulchre                       |
| Église Saint-Sulpice de Niherne                                     | Niherne                         |         | 46° 49′ 44″ nord, 1° 33′ 52″ est | « PA00097410 » | Inscrit MH | 1927        | Église Saint-Sulpice de Niherne                                     |
| Église Saint-Martin de Vic                                          | Nohant-Vic                      |         | 46° 38′ 19″ nord, 1° 57′ 33″ est | « PA00097413 » | Classé MH Les parois décorées de peintures murales ; Classé MH L'église | 1862 ; 1964 | Église Saint-Martin de Vic                                          |
| Église Sainte-Anne de Nohant                                        | Nohant-Vic                      |         | 46° 37′ 32″ nord, 1° 58′ 32″ est | « PA00097412 » | Classé MH | 1943        | Église Sainte-Anne de Nohant                                        |
| Église Saint-Laurent de Nuret-le-Ferron                             | Nuret-le-Ferron                 |         | 46° 41′ 02″ nord, 1° 26′ 01″ est |                | |             | Église Saint-Laurent de Nuret-le-Ferron                             |
| Église Saint-Vincent de Néons-sur-Creuse                            | Néons-sur-Creuse                |         | 46° 44′ 48″ nord, 0° 55′ 47″ est |                | |             | Église Saint-Vincent de Néons-sur-Creuse                            |
| Église Saint-Martin de Néret                                        | Néret                           |         | 46° 34′ 10″ nord, 2° 08′ 56″ est | « IA36000964 » | |             | Église Saint-Martin de Néret                                        |
| Église Saint-Laurent d'Obterre                                      | Obterre                         |         | 46° 54′ 57″ nord, 1° 02′ 09″ est |                | |             | Image manquante Téléverser                                          |
| Église Saint-Martin d'Orsennes                                      | Orsennes                        |         | 46° 28′ 34″ nord, 1° 41′ 00″ est | « PA00097416 » | Inscrit MH | 1925        | Image manquante Téléverser                                          |
| Église Saint-Sulpice d'Orville                                      | Orville                         |         | 47° 09′ 08″ nord, 1° 47′ 32″ est |                | |             | Image manquante Téléverser                                          |
| Église Saint-Médard d'Oulches                                       | Oulches                         |         | 46° 36′ 49″ nord, 1° 17′ 47″ est |                | |             | Image manquante Téléverser                                          |
| Église Saint-Laurent de Palluau-sur-Indre                           | Palluau-sur-Indre               |         | 46° 56′ 36″ nord, 1° 18′ 43″ est | « PA00097420 » | Classé MH | 1945        | Église Saint-Laurent de Palluau-sur-Indre                           |
| Église Saint-Sulpice de Palluau-sur-Indre                           | Palluau-sur-Indre               |         | 46° 56′ 39″ nord, 1° 18′ 43″ est | « PA00097421 » | Classé MH | 2006        | Église Saint-Sulpice de Palluau-sur-Indre                           |
| Église Saint-Martin de Parnac                                       | Parnac                          |         | 46° 27′ 10″ nord, 1° 26′ 30″ est | « PA00097425 » | Inscrit MH | 1925        | Église Saint-Martin de Parnac                                       |
| Église Saint-Martin de Paudy                                        | Paudy                           |         | 47° 02′ 20″ nord, 1° 55′ 09″ est |                | |             | Image manquante Téléverser                                          |
| Église Saint-Étienne de Paulnay                                     | Paulnay                         |         | 46° 51′ 01″ nord, 1° 08′ 54″ est | « PA00097427 » | Classé MH | 1910        | Église Saint-Étienne de Paulnay                                     |
| Église Saint-Pierre-et-Saint-Paul de Pellevoisin                    | Pellevoisin                     |         | 46° 58′ 58″ nord, 1° 24′ 57″ est |                | |             | Image manquante Téléverser                                          |
| Église Sainte-Radegonde de Pommiers                                 | Pommiers                        |         | 46° 31′ 26″ nord, 1° 39′ 20″ est |                | |             | Image manquante Téléverser                                          |
| Église Saint-Saturnin de Poulaines                                  | Poulaines                       |         | 47° 09′ 07″ nord, 1° 39′ 50″ est |                | |             | Église Saint-Saturnin de Poulaines                                  |
| Église Notre-Dame de Pouligny-Notre-Dame                            | Pouligny-Notre-Dame             |         | 46° 29′ 18″ nord, 2° 00′ 48″ est |                | |             | Église Notre-Dame de Pouligny-Notre-Dame                            |
| Église Saint-Martin de Pouligny-Saint-Martin                        | Pouligny-Saint-Martin           |         | 46° 31′ 03″ nord, 2° 00′ 57″ est |                | |             | Église Saint-Martin de Pouligny-Saint-Martin                        |
| Église Saint-Pierre de Pouligny-Saint-Pierre                        | Pouligny-Saint-Pierre           |         | 46° 40′ 51″ nord, 1° 02′ 24″ est | « PA00097433 » | Classé MH Voûtes de la chapelle nord décorées de peintures murales ; Inscrit MH Eglise, à l'exception des parties classées                                                        | 1908 ; 1998 | Église Saint-Pierre de Pouligny-Saint-Pierre                        |
| Église Saint-Pierre de Bénavent                                     | Pouligny-Saint-Pierre           |         | 46° 39′ 45″ nord, 1° 01′ 04″ est |                | |             | Église Saint-Pierre de Bénavent                                     |
| Église Saint-Pierre de Preuilly-la-Ville                            | Preuilly-la-Ville               |         | 46° 41′ 49″ nord, 0° 58′ 02″ est |                | |             | Image manquante Téléverser                                          |
| Église Saint-Martin de Prissac                                      | Prissac                         |         | 46° 30′ 36″ nord, 1° 18′ 32″ est | « PA00097436 » | Inscrit MH | 1928        | Église Saint-Martin de Prissac                                      |
| Église Saint-Martin de Pruniers                                     | Pruniers                        |         | 46° 47′ 14″ nord, 2° 02′ 54″ est |                | |             | Image manquante Téléverser                                          |
| Église Notre-Dame de Préaux                                         | Préaux                          |         | 47° 01′ 15″ nord, 1° 17′ 35″ est |                | |             | Église Notre-Dame de Préaux                                         |
| Église Saint-Désiré de Pérassay                                     | Pérassay                        |         | 46° 28′ 18″ nord, 2° 08′ 47″ est |                | |             | Église Saint-Désiré de Pérassay                                     |
| Église Saint-Denis de Reuilly                                       | Reuilly                         |         | 47° 05′ 05″ nord, 2° 02′ 44″ est | « PA00097439 » | Classé MH | 1939        | Église Saint-Denis de Reuilly                                       |
| Église Saint-Denis de Rivarennes                                    | Rivarennes                      |         | 46° 38′ 09″ nord, 1° 23′ 08″ est | « PA00097441 » | Inscrit MH | 1927        | Église Saint-Denis de Rivarennes                                    |
| Église Saint-André de Rosnay                                        | Rosnay                          |         | 46° 42′ 03″ nord, 1° 12′ 49″ est | « PA00132561 » | Inscrit MH | 1994        | Église Saint-André de Rosnay                                        |
| Église Saint-Sulpice de Roussines                                   | Roussines                       |         | 46° 28′ 15″ nord, 1° 23′ 26″ est | « PA00097443 » | Classé MH | 1967        | Église Saint-Sulpice de Roussines                                   |
| Église Saint-Jérôme de Rouvres-les-Bois                             | Rouvres-les-Bois                |         | 47° 04′ 18″ nord, 1° 39′ 20″ est |                | |             | Image manquante Téléverser                                          |
| Église Saint-Albinien de Ruffec                                     | Ruffec                          |         | 46° 37′ 45″ nord, 1° 10′ 12″ est |                | |             | Église Saint-Albinien de Ruffec                                     |
| Église Saint-Martin de Sacierges-Saint-Martin                       | Sacierges-Saint-Martin          |         | 46° 29′ 40″ nord, 1° 21′ 55″ est |                | |             | Image manquante Téléverser                                          |
| Église Saint-Aignan de Saint-Aigny                                  | Saint-Aigny                     |         | 46° 38′ 45″ nord, 1° 01′ 33″ est | « PA00097445 » | Inscrit MH | 1932        | Église Saint-Aignan de Saint-Aigny                                  |
| Église Saint-Août de Saint-Août                                     | Saint-Août                      |         | 46° 43′ 51″ nord, 1° 57′ 53″ est | « IA36000684 » | |             | Église Saint-Août de Saint-Août                                     |
| Église Saint-Aubin de Saint-Aubin (Indre)                           | Saint-Aubin                     |         | 46° 51′ 04″ nord, 2° 01′ 25″ est |                | |             | Église Saint-Aubin de Saint-Aubin (Indre)                           |
| Église Saint-Benoît de Saint-Benoît-du-Sault                        | Saint-Benoît-du-Sault           |         | 46° 26′ 18″ nord, 1° 23′ 24″ est |                | |             | Église Saint-Benoît de Saint-Benoît-du-Sault                        |
| Église Saint-Chartier de Saint-Chartier                             | Saint-Chartier                  |         | 46° 38′ 51″ nord, 1° 58′ 40″ est | « IA36000993 » | |             | Église Saint-Chartier de Saint-Chartier                             |
| Église Saint-Christophe de Saint-Christophe-en-Bazelle              | Saint-Christophe-en-Bazelle     |         | 47° 11′ 29″ nord, 1° 42′ 41″ est |                | |             | Image manquante Téléverser                                          |
| Église Saint-Christophe de Saint-Christophe-en-Boucherie            | Saint-Christophe-en-Boucherie   |         | 46° 40′ 42″ nord, 2° 07′ 22″ est | « IA36001022 » | |             | Église Saint-Christophe de Saint-Christophe-en-Boucherie            |
| Église Saint-Cyprien de Saint-Civran                                | Saint-Civran                    |         | 46° 29′ 48″ nord, 1° 23′ 22″ est |                | |             | Église Saint-Cyprien de Saint-Civran                                |
| Église Saint-Cyran de Saint-Cyran-du-Jambot                         | Saint-Cyran-du-Jambot           |         | 47° 01′ 00″ nord, 1° 08′ 16″ est |                | |             | Image manquante Téléverser                                          |
| Église de Saint-Denis-de-Jouhet                                     | Saint-Denis-de-Jouhet           |         | 46° 31′ 52″ nord, 1° 52′ 11″ est | « PA00097450 » | Classé MH | 1920        | Église de Saint-Denis-de-Jouhet                                     |
| Église Saint-Gaultier de Saint-Gaultier                             | Saint-Gaultier                  |         | 46° 38′ 05″ nord, 1° 25′ 23″ est | « PA00097451 » | Classé MH | 1913        | Église Saint-Gaultier de Saint-Gaultier                             |
| Abbatiale Saint-Genou de Saint-Genou                                | Saint-Genou                     |         | 46° 55′ 53″ nord, 1° 20′ 18″ est | « PA00097452 » | Classé MH | 1862        | Abbatiale Saint-Genou de Saint-Genou                                |
| Église Saint-Georges de Saint-Georges-sur-Arnon                     | Saint-Georges-sur-Arnon         |         | 46° 59′ 55″ nord, 2° 05′ 34″ est |                | |             | Église Saint-Georges de Saint-Georges-sur-Arnon                     |
| Église Saint-Gilles de Saint-Gilles (Indre)                         | Saint-Gilles                    |         | 46° 28′ 46″ nord, 1° 27′ 25″ est |                | |             | Église Saint-Gilles de Saint-Gilles (Indre)                         |
| Église Saint-Hilaire de Saint-Hilaire-sur-Benaize                   | Saint-Hilaire-sur-Benaize       |         | 46° 33′ 41″ nord, 1° 04′ 32″ est | « IA36006596 » | |             | Église Saint-Hilaire de Saint-Hilaire-sur-Benaize                   |
| Église Saint-Clément de Saint-Lactencin                             | Saint-Lactencin                 |         | 46° 53′ 54″ nord, 1° 29′ 37″ est |                | |             | Image manquante Téléverser                                          |
| Église Saint-Marcel de Saint-Marcel (Indre)                         | Saint-Marcel                    |         | 46° 36′ 04″ nord, 1° 30′ 49″ est | « PA00097457 » | Classé MH | 1875        | Église Saint-Marcel de Saint-Marcel (Indre)                         |
| Église Saint-Maur de Saint-Maur (Indre)                             | Saint-Maur                      |         | 46° 48′ 20″ nord, 1° 38′ 17″ est |                | |             | Église Saint-Maur de Saint-Maur (Indre)                             |
| Église Saint-Laurent de Villers-les-Ormes                           | Saint-Maur                      |         | 46° 52′ 14″ nord, 1° 37′ 58″ est |                | |             | Image manquante Téléverser                                          |
| Église de Saint-Michel-en-Brenne                                    | Saint-Michel-en-Brenne          |         | 46° 48′ 30″ nord, 1° 09′ 51″ est | « PA00097462 » | Inscrit MH | 1971        | Image manquante Téléverser                                          |
| Église Saint-Pierre de Saint-Pierre-de-Jards                        | Saint-Pierre-de-Jards           |         | 47° 05′ 53″ nord, 1° 58′ 01″ est |                | |             | Image manquante Téléverser                                          |
| Église Saint-Pantaléon de Saint-Plantaire                           | Saint-Plantaire                 |         | 46° 27′ 23″ nord, 1° 40′ 18″ est |                | |             | Église Saint-Pantaléon de Saint-Plantaire                           |
| Église Saint-Valentin de Saint-Valentin (Indre)                     | Saint-Valentin                  |         | 46° 57′ 05″ nord, 1° 51′ 51″ est |                | |             | Église Saint-Valentin de Saint-Valentin (Indre)                     |
| Église Sainte-Fauste de Sainte-Fauste                               | Sainte-Fauste                   |         | 46° 51′ 25″ nord, 1° 51′ 53″ est |                | |             | Église Sainte-Fauste de Sainte-Fauste                               |
| Église Sainte-Gemme de Sainte-Gemme (Indre)                         | Sainte-Gemme                    |         | 46° 51′ 09″ nord, 1° 20′ 24″ est |                | |             | Image manquante Téléverser                                          |
| Église Notre-Dame-de-Lourdes de Sainte-Lizaigne                     | Sainte-Lizaigne                 |         | 47° 00′ 24″ nord, 2° 01′ 19″ est |                | |             | Église Notre-Dame-de-Lourdes de Sainte-Lizaigne                     |
| Église Sainte-Lizaigne de Sainte-Lizaigne                           | Sainte-Lizaigne                 |         | 47° 00′ 30″ nord, 2° 01′ 20″ est | « PA00097455 » | Classé MH | 1970        | Église Sainte-Lizaigne de Sainte-Lizaigne                           |
| Église Saint-Martin de Sainte-Sévère-sur-Indre                      | Sainte-Sévère-sur-Indre         |         | 46° 29′ 13″ nord, 2° 04′ 07″ est |                | |             | Église Saint-Martin de Sainte-Sévère-sur-Indre                      |
| Église Saint-Pierre de Sarzay                                       | Sarzay                          |         | 46° 36′ 04″ nord, 1° 54′ 16″ est |                | |             | Église Saint-Pierre de Sarzay                                       |
| Église Saint-Germain de Sassierges-Saint-Germain                    | Sassierges-Saint-Germain        |         | 46° 46′ 09″ nord, 1° 53′ 41″ est | « PA00097468 » | Classé MH | 1920        | Église Saint-Germain de Sassierges-Saint-Germain                    |
| Église Saint-Martin de Saulnay                                      | Saulnay                         |         | 46° 52′ 10″ nord, 1° 16′ 11″ est |                | |             | Image manquante Téléverser                                          |
| Église Saint-Sulpice de Sauzelles                                   | Sauzelles                       |         | 46° 39′ 51″ nord, 1° 00′ 15″ est |                | |             | Église Saint-Sulpice de Sauzelles                                   |
| Église Saint-Martin de Sazeray                                      | Sazeray                         |         | 46° 25′ 40″ nord, 2° 03′ 11″ est |                | |             | Église Saint-Martin de Sazeray                                      |
| Église Saint-Hilaire de Sougé                                       | Sougé                           |         | 46° 57′ 49″ nord, 1° 29′ 14″ est |                | |             | Église Saint-Hilaire de Sougé                                       |
| Église Saint-Martin de Ségry                                        | Ségry                           |         | 46° 53′ 32″ nord, 2° 04′ 57″ est | « PA00097471 » | Classé MH | 1927        | Église Saint-Martin de Ségry                                        |
| Église Saint-Étienne de Tendu                                       | Tendu                           |         | 46° 38′ 37″ nord, 1° 33′ 32″ est |                | |             | Église Saint-Étienne de Tendu                                       |
| Église Saint-Simon-et-Saint-Jude de Thenay                          | Thenay                          |         | 46° 37′ 50″ nord, 1° 25′ 47″ est |                | |             | Image manquante Téléverser                                          |
| Église Saint-Martin de Thevet-Saint-Julien                          | Thevet-Saint-Julien             |         | 46° 38′ 14″ nord, 2° 03′ 58″ est | « PA00097474 » | Inscrit MH | 1929        | Image manquante Téléverser                                          |
| Église Saint-Julien de Thevet-Saint-Julien                          | Thevet-Saint-Julien             |         | 46° 38′ 16″ nord, 2° 04′ 11″ est | « IA36001043 » | |             | Église Saint-Julien de Thevet-Saint-Julien                          |
| Église de la Vierge-Marie de Thizay                                 | Thizay                          |         | 46° 53′ 52″ nord, 1° 54′ 42″ est |                | |             | Église de la Vierge-Marie de Thizay                                 |
| Église Notre-Dame de Tilly                                          | Tilly                           |         | 46° 24′ 24″ nord, 1° 12′ 10″ est | « PA36000027 » | Inscrit MH | 2010        | Église Notre-Dame de Tilly                                          |
| Église Saint-Martin de Tournon-Saint-Martin                         | Tournon-Saint-Martin            |         | 46° 44′ 06″ nord, 0° 57′ 17″ est |                | |             | Église Saint-Martin de Tournon-Saint-Martin                         |
| Église Saint-Pierre de Tranzault                                    | Tranzault                       |         | 46° 37′ 50″ nord, 1° 51′ 01″ est |                | |             | Église Saint-Pierre de Tranzault                                    |
| Église Saint-Martin d'Urciers                                       | Urciers                         |         | 46° 32′ 05″ nord, 2° 07′ 48″ est |                | |             | Église Saint-Martin d'Urciers                                       |
| Église de Sainte-Cécile                                             | Val-Fouzon                      |         | 47° 11′ 15″ nord, 1° 40′ 14″ est | « PA00097448 » | Inscrit MH | 1975        | Image manquante Téléverser                                          |
| Église Saint-Aignan de Parpeçay                                     | Val-Fouzon                      |         | 47° 12′ 29″ nord, 1° 39′ 05″ est |                | |             | Image manquante Téléverser                                          |
| Église Saint-Linacius de Val-Fouzon                                 | Val-Fouzon                      |         | 47° 12′ 43″ nord, 1° 36′ 20″ est |                | |             | Église Saint-Linacius de Val-Fouzon                                 |
| Église Saint-Martin de Valençay                                     | Valençay                        |         | 47° 09′ 47″ nord, 1° 34′ 27″ est |                | |             | Église Saint-Martin de Valençay                                     |
| Église Saint-Laurian de Vatan                                       | Vatan                           |         | 47° 04′ 28″ nord, 1° 48′ 37″ est | « PA00097477 » | Inscrit MH Le chœur et la porte d'entrée ; Inscrit MH L'abside | 1928 ; 1933 | Église Saint-Laurian de Vatan                                       |
| Église Saint-Étienne de Velles                                      | Velles                          |         | 46° 41′ 20″ nord, 1° 38′ 58″ est |                | |             | Église Saint-Étienne de Velles                                      |
| Église Saint-Pierre-et-Saint-Paul de Beauché                        | Vendœuvres                      |         | 46° 48′ 45″ nord, 1° 20′ 44″ est | « PA00097480 » | Inscrit MH | 1968        | Église Saint-Pierre-et-Saint-Paul de Beauché                        |
| Église Saint-Hilaire de Verneuil-sur-Igneraie                       | Verneuil-sur-Igneraie           |         | 46° 39′ 19″ nord, 2° 00′ 41″ est | « IA36001058 » | |             | Église Saint-Hilaire de Verneuil-sur-Igneraie                       |
| Église Saint-Pierre de Veuil                                        | Veuil                           |         | 47° 07′ 16″ nord, 1° 31′ 33″ est | « PA00097482 » | Inscrit MH | 1927        | Église Saint-Pierre de Veuil                                        |
| Église Saint-Martin de Vicq-Exemplet                                | Vicq-Exemplet                   |         | 46° 37′ 42″ nord, 2° 08′ 35″ est | « IA36001081 » | |             | Église Saint-Martin de Vicq-Exemplet                                |
| Église de Riolat                                                    | Vicq-Exemplet                   |         | à géolocaliser                   | « IA36001077 » | |             | Image manquante Téléverser                                          |
| Église Saint-Laurent de Vicq-sur-Nahon                              | Vicq-sur-Nahon                  |         | 47° 06′ 27″ nord, 1° 31′ 44″ est |                | |             | Église Saint-Laurent de Vicq-sur-Nahon                              |
| Église Saint-Georges de Vigoux                                      | Vigoux                          |         | 46° 30′ 38″ nord, 1° 29′ 15″ est |                | |             | Église Saint-Georges de Vigoux                                      |
| Église Saint-Martin de Vijon                                        | Vijon                           |         | 46° 25′ 46″ nord, 2° 07′ 07″ est |                | |             | Église Saint-Martin de Vijon                                        |
| Église Saint-Sébastien de Villedieu-sur-Indre                       | Villedieu-sur-Indre             |         | 46° 50′ 50″ nord, 1° 32′ 17″ est | « PA00132562 » | Inscrit MH | 1994        | Église Saint-Sébastien de Villedieu-sur-Indre                       |
| Église Saint-Martin de Villegongis                                  | Villegongis                     |         | 46° 54′ 50″ nord, 1° 35′ 44″ est |                | |             | Image manquante Téléverser                                          |
| Église Saint-Aignan de Villegouin                                   | Villegouin                      |         | 46° 57′ 49″ nord, 1° 22′ 26″ est |                | |             | Église Saint-Aignan de Villegouin                                   |
| Église Notre-Dame de Faverolles                                     | Villentrois-Faverolles-en-Berry |         | 47° 10′ 17″ nord, 1° 24′ 37″ est | « PA00097346 » | Classé MH | 1930        | Image manquante Téléverser                                          |
| Église Saint-Georges de Villentrois                                 | Villentrois-Faverolles-en-Berry |         | 47° 11′ 36″ nord, 1° 27′ 46″ est |                | |             | Image manquante Téléverser                                          |
| Église Saint-Maurice de Villiers                                    | Villiers                        |         | 46° 53′ 19″ nord, 1° 11′ 05″ est |                | |             | Image manquante Téléverser                                          |
| Église Saint-Martin de Vineuil                                      | Vineuil                         |         | 46° 54′ 00″ nord, 1° 38′ 03″ est | « PA00097488 » | Inscrit MH Portail | 1929        | Église Saint-Martin de Vineuil                                      |
| Église Saint-Saturnin de Vouillon                                   | Vouillon                        |         | 46° 49′ 18″ nord, 1° 55′ 34″ est | « PA00097489 » | Inscrit MH | 1926        | Église Saint-Saturnin de Vouillon                                   |
| Église Notre-Dame d'Écueillé                                        | Écueillé                        |         | 47° 05′ 10″ nord, 1° 20′ 55″ est | « PA00097344 » | Classé MH | 1987        | Église Notre-Dame d'Écueillé                                        |
| Église Notre-Dame-de-l'Alliance d'Écueillé                          | Écueillé                        |         | 47° 05′ 04″ nord, 1° 20′ 52″ est |                | |             | Image manquante Téléverser                                          |
| Église Saint-Étienne d'Éguzon                                       | Éguzon-Chantôme                 |         | 46° 26′ 32″ nord, 1° 35′ 00″ est |                | |             | Image manquante Téléverser                                          |
| Église Saint-Antoine de Chantôme                                    | Éguzon-Chantôme                 |         | 46° 24′ 43″ nord, 1° 33′ 26″ est |                | |             | Image manquante Téléverser                                          |
| Église Saint-Pierre d'Étrechet                                      | Étrechet                        |         | 46° 46′ 45″ nord, 1° 47′ 06″ est |                | |             | Église Saint-Pierre d'Étrechet                                      |

### Culteprotestant
| Église                           | Commune     | Adresse | Coordonnées                      | Notice | Protection | Date | Illustration               |
| -------------------------------- | ----------- | ------- | -------------------------------- | ------ | ---------- | ---- | -------------------------- |
| Temple protestant de Châteauroux | Châteauroux |         | 46° 48′ 46″ nord, 1° 41′ 46″ est |        |            |      | Image manquante Téléverser |